# Billy West (Schauspieler)
Billy West (geboren als Roy Benjamin Weisberg oder Weissberg * 22. September 1892 im Russischen Kaiserreich; † 21. Juli 1975 in Los Angeles, Kalifornien) war ein US-amerikanischer Schauspieler, Produzent und Regisseur der Stummfilm-Ära. Er wurde als Charlie-Chaplin-Imitator berühmt.

## Leben
Billy West immigrierte als Zweijähriger mit seiner Familie nach Chicago.
Er trat als „William B. West“ bis 1916 auf Schauspielbühnen auf. Bereits 1912 hatte er sein Filmdebüt in „Apartment No. 13“, dem mehrere Kurzfilmauftritte folgten. Besonderen Erfolg hatte er als Chaplin-ähnliche Figur, als welche er die Nachfrage nach Chaplin-Filmen befriedigte. Zwischen 1912 und 1935 trat er in mehr als 100 Filmen auf.

## Filmografie

### Schauspieler
- 1912: Apartment No. 13
- 1916: His Married Life
- 1916: Bombs and Boarders
- 1916: His Waiting Career
- 1917: Back Stage
- 1917: The Hero
- 1917: Dough Nuts
- 1917: Cupid's Rival
- 1917: The Villain
- 1917: The Millionaire
- 1917: The Goat
- 1917: The Fly Cop
- 1917: The Chief Cook
- 1917: The Candy Kid
- 1917: The Hobo
- 1917: The Pest
- 1917: The Band Master
- 1917: The Slave
- 1918: The Stranger
- 1918: His Day Out
- 1918: The Rogue
- 1918: The Orderly
- 1918: The Scholar
- 1918: The Messenger
- 1918: The Handy Man
- 1918: Bright and Early
- 1918: The Straight and Narrow
- 1918: Playmates
- 1918: Beauties in Distress
- 1918: Bunco Billy
- 1918: Bombs and Bull
- 1918: Billy in Harness
- 1918: He's in Again
- 1919: A Rolling Stone
- 1919: Ship Ahoy!
- 1919: The Chauffeur
- 1919: Lured
- 1919: Flirts
- 1919: Coppers and Scents
- 1919: Out of Tune
- 1919: Soaked
- 1919: The Wrong Flat
- 1919: Her First False Hare
- 1919: Her Nitro Night
- 1919: Haunted Hearts
- 1920: The Strike Breaker
- 1920: The Masquerader
- 1920: Brass Buttons
- 1920: The Dreamer
- 1920: The Beauty Shop
- 1920: The Artist
- 1920: Hard Luck
- 1920: What Next?
- 1920: Italian Love
- 1920: Hands Up
- 1920: Going Straight
- 1920: The Dodger
- 1920: Mustered Out
- 1920: Happy Days
- 1920: Foiled
- 1920: Cleaning Up
- 1920: Blue Blood and Bevo
- 1920: Sweethearts
- 1920: Service Stripes
- 1921: He's In Again
- 1921: The Conquering Hero
- 1921: Best Man Wins
- 1921: He Loves Her Still
- 1921: Why Marry?
- 1921: Happy Days
- 1921: Italian Love
- 1921: The Darn Fool
- 1921: The Sap
- 1922: Don't Be Foolish
- 1922: You'd Be Surprised
- 1922: Wedding Dumbbells
- 1922: I'm Here
- 1922: Why Worry?
- 1922: It's Going to Be a Coal Winter
- 1923: One Exciting Evening
- 1923: Be Yourself
- 1923: Hello Bill
- 1924: Pay Up
- 1924: Hello, Stranger
- 1924: The Nervous Reporter
- 1924: Not Wanted
- 1924: Oh, Billy!
- 1924: Dyin' for Love
- 1924: Two After One
- 1924: That's That
- 1924: Don't Slip
- 1924: Line's Busy
- 1924: Love
- 1924: Meet Father
- 1924: Watch Out!
- 1924: Phone Troubles
- 1924: Midnight Watch
- 1924: So Long, Dad
- 1925: Believe Me
- 1925: Hard-Hearted Husbands
- 1925: Rivals
- 1925: Copper Butt-Ins
- 1925: West Is West
- 1925: Fiddlin' Around
- 1925: The Joke's On You
- 1925: So Long, Bill
- 1926: Hard Boiled Yeggs
- 1926: Thrilling Youth
- 1926: Oh, Billy, Behave
- 1927: The Trouble Chaser
- 1927: Lucky Fool
- 1927: One Hour to Play
- 1932: The Shadow of the Eagle
- 1933: Ex-Lady
- 1934: Jimmy the Gent
- 1935: The Whole Town's Talking

### Produzent
- 1925: Stick Around
- 1925: Hey, Taxi!
- 1925: Hop to It!
- 1925: They All Fall